# Réacteur CANDU

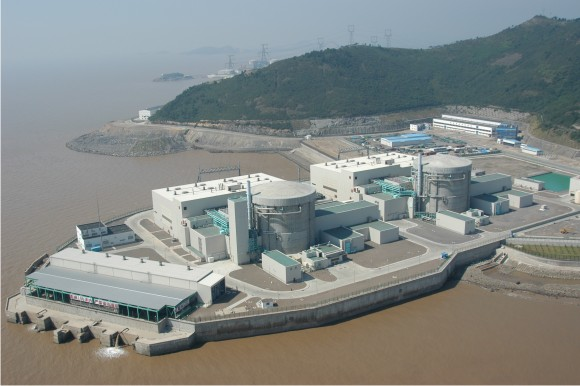
Deux réacteurs CANDU 6 du site chinois de la centrale nucléaire de Qinshan, construits en 2003.

Le réacteur CANDU, conçu au Canada dans les années 1950 et 1960, est un réacteur nucléaire à l'uranium naturel (non enrichi) à eau lourde pressurisée (PHWR) développé par Énergie atomique du Canada Limitée. L'acronyme « CANDU » signifie CANada Deuterium Uranium en référence à l'utilisation de l'oxyde de deutérium (eau lourde) et du combustible à l'uranium naturel.

## Généralités

Architecture d'un réacteur CANDU

| Zones chaude et froide du circuit primaire (eau lourde); Zones chaude et froide du circuit secondaire (eau légère); Modérateur froid (eau lourde) de la calandre. |                                         |
| 1. Combustible | 8. Machine à manutention de combustible |
| 2. Calandre | 9. Eau lourde (modérateur)              |
| 3. Barres de contrôle | 10. Canal                               |
| 4. Pressuriseur | 11. Vapeur vive                         |
| 5. Générateur de vapeur | 12. Eau légère pressurisée              |
| 6. Pompe d'eau du circuit secondaire | 13. Enceinte étanche                    |
| 7. Pompe du caloporteur |                                         |

### Eau lourde
Les réacteurs CANDU utilisent l'uranium naturel comme combustible. L'uranium naturel est formé de plusieurs isotopes de l'uranium dont les plus abondants sont l'uranium 238 (238U) et l'uranium 235 (235U).
Seul l'isotope 235U est fissile et sa concentration dans l'uranium naturel (0,72 % de la masse) ne lui permet pas d'entretenir naturellement la réaction en chaîne. Pour faire fonctionner un réacteur nucléaire, le principe est de ralentir suffisamment les neutrons produits par la fission d'un atome pour que la probabilité qu'ils entraînent la fission d'un autre atome atteigne un niveau permettant une réaction en chaîne dans l'ensemble du combustible. Ce procédé est appelé thermalisation des neutrons.
La thermalisation se fait au moyen d'un modérateur pouvant ralentir efficacement les neutrons produits par la fission sans trop les absorber. Pour la concentration en 235U de l'uranium naturel, seuls trois matériaux répondent à ces critères : le béryllium, le graphite et l'eau lourde. Le graphite, moins coûteux que l'eau lourde et le béryllium, a été utilisé dans les premiers réacteurs nucléaires de l'histoire (CP-1, X-10).

### Tubes de force
Les CANDU sont des réacteurs à tubes de force, c'est-à-dire que le combustible et le modérateur sont séparés. Ils sont en ce sens comparables aux réacteurs à gaz (UNGG, AGR) et aux réacteurs RBMK.
L'eau lourde « froide », qui joue le rôle de modérateur, est contenue dans un réservoir cylindrique nommé calandre. Cette calandre est traversée par des canaux remplis de gaz (dioxyde de carbone) abritant des tubes de force (380 pour un CANDU 600). Dans ces tubes de force, renfermant chacun des grappes de combustible (12 ou 13), circule de l'eau lourde sous pression « chaude » servant de fluide caloporteur. Ainsi à la différence des réacteurs à eau pressurisée (REP), qui forment la majeure partie du parc nucléaire mondial, les réacteurs CANDU possèdent deux réseaux de canalisations : l'un transportant le liquide caloporteur « chaud » sous pression et l'autre le liquide modérateur « froid ». Dans les réacteurs de type REP, un seul réseau de canalisation assure ces deux fonctions.
La pression de l'eau lourde dans les tubes de force est maintenue à 10 mégapascals, soit près de 100 fois la pression atmosphérique au niveau de la mer. À cette pression, l'eau n'entre pas en ébullition bien que sa température atteigne 310 °C au contact du combustible. L'eau lourde sous pression transfère l'énergie thermique acquise à de l'eau légère en passant par des générateurs de vapeur à proximité du réacteur. Au sein de ces derniers l'eau légère est portée à ébullition et la vapeur est utilisée pour faire tourner des turbines reliés à des alternateurs produisant de l'électricité. Ce procédé, commun à tous les réacteurs nucléaires électrogènes, n'est pas sans pertes puisque pour 2 776 mégawatts de chaleur (MWt) générés par un réacteur CANDU-850, seulement 934 mégawatts d'électricité (MWe) bruts sont produits (rendement de 30 %).
Si les réacteurs CANDU ont tous en commun l'eau lourde comme modérateur, historiquement d'autres fluides caloporteurs ont été testés, tels l'eau légère bouillante (CANDU-BLW) dans le réacteur Gentilly-1 de la centrale nucléaire de Gentilly, ou l'huile (CANDU-OCR) dans le réacteur expérimental WR-1 des laboratoires Whiteshell.

## Avantages et inconvénients

### Avantages

#### Combustible

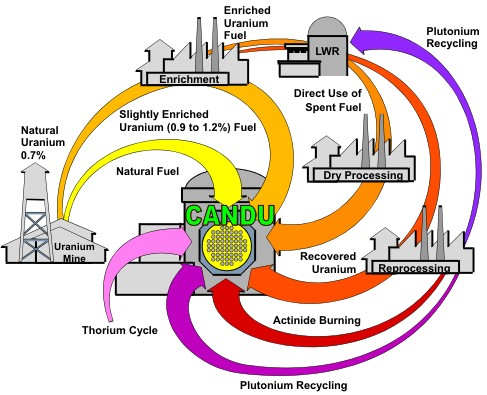
Le cycle du combustible d'un réacteur CANDU.

- Aucun coût relatif à l'enrichissement de l'uranium n'est nécessaire pour faire fonctionner un réacteur CANDU. L'eau lourde absorbant moins les neutrons que l'eau légère, la faible concentration en matière fissile de l'uranium naturel (0,7 % 235U) est suffisante pour y entretenir une réaction en chaîne.
- La capacité des CANDU à entretenir une réaction en chaîne malgré une faible concentration de matière fissile leur permet de brûler des combustibles alternatifs. L'uranium de retraitement (0.5-1 % 235U) peut être utilisé pour en extraire 30 à 40 % d'énergie supplémentaire ou même directement le combustible usé des réacteurs à eau légère. Un mélange d'uranium et de plutonium (le MOX) provenant d'armes nucléaires démantelées ou de combustible retraité peut être choisi. L'utilisation des actinides issus du retraitement peut être envisagée. Enfin, le thorium peut être transmuté en 233U fissile et ce dernier brûlé.
- Une fois la durée de vie utile du combustible atteinte, après 12 à 18 mois dans le réacteur, les grappes contiennent encore 0,2 % de 235U, ainsi que 4 % de plutonium. Ce combustible usé peut être retraité. Au Canada, il est stocké en vue d'un entreposage permanent ou d'une utilisation future dans des réacteurs de prochaine génération.

#### Fonctionnement

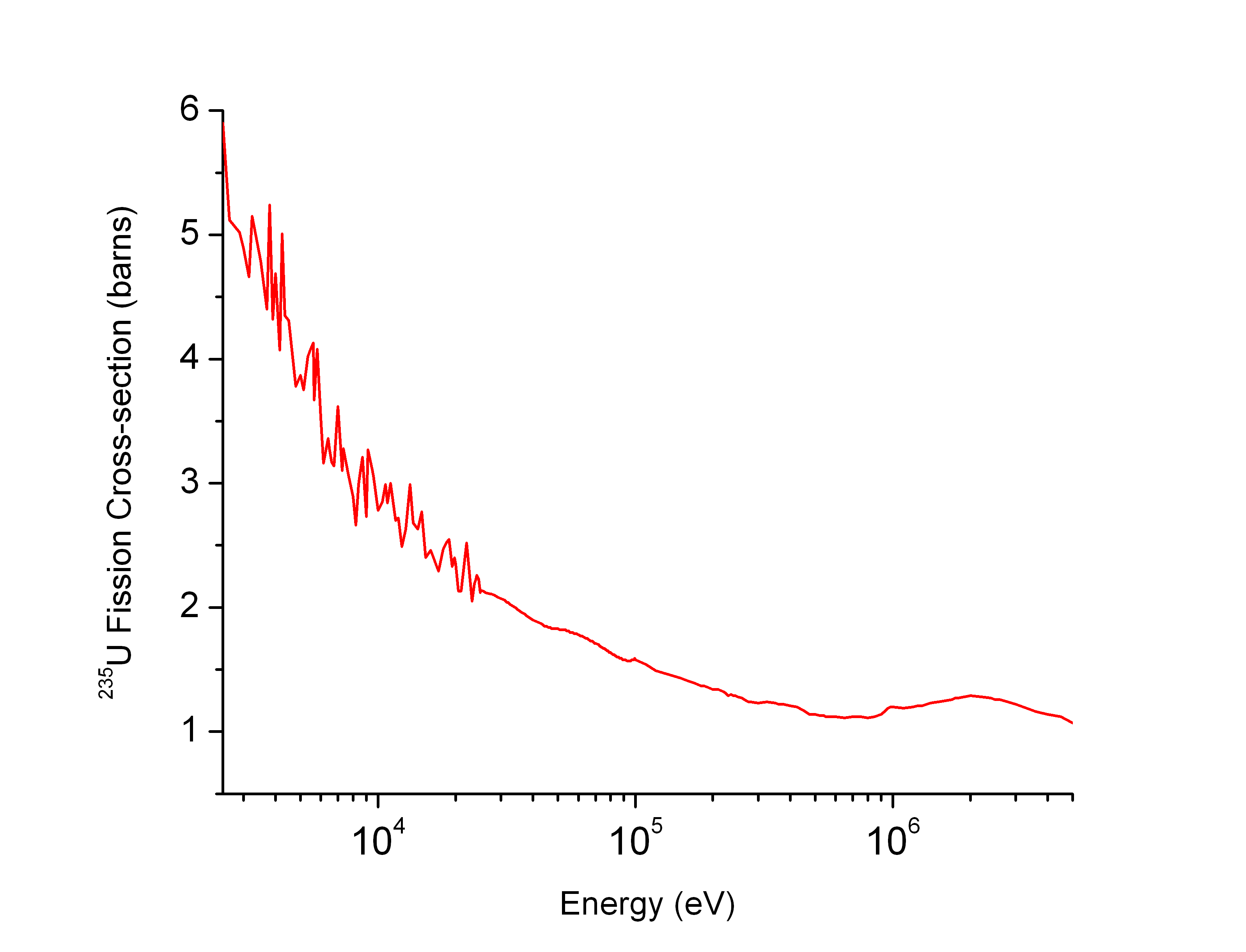
Plus l’énergie d'un neutron libre est faible (plus il est thermalisé) et plus il a de chance d’entraîner la fission d'un noyau d'uranium 235.

- La réaction en chaîne est plus stable dans un CANDU du fait de la production de neutrons supplémentaires. Ces neutrons proviennent des noyaux de deutérium de l'eau lourde bombardés par les neutrons issus de la fission et par les rayons gamma, produits à la fois par la fission puis par la décroissance radioactive des produits de cette fission. La période radioactive des produits de fission variant de quelques secondes à plusieurs années, les neutrons générés, via le deutérium, par leur décroissance, ralentissent la réponse du réacteur. Les rayons gamma traversant plusieurs mètres d'eau, un accroissement du taux de fission dans une partie du réacteur entraîne une réponse lente du reste du réacteur. D'un autre côté les neutrons de fission, fortement ralentis avant d'atteindre une autre barre de combustible, mettent plus de temps à traverser le réacteur. Si la réaction s'accélère dans une partie du réacteur ce changement se propagera lentement au reste du cœur, laissant plus de temps aux opérateurs pour réagir.
- Dans un CANDU la majeure partie du modérateur (dans la calandre) est à une température peu élevée (moins de 80 °C). Cela implique que la plupart des neutrons vont être modérés (thermalisés) à des énergies basses et ainsi être plus susceptibles d'engendrer la fission. Presque tous les événements de fission étant engendrés par des neutrons thermalisés, l'uranium est ainsi plus efficacement "brûlé" que dans un réacteur à eau légère.
- La petite taille des grappes de combustible et la possibilité de rechargement en marche du CANDU facilitent l'optimisation du cœur du réacteur et éliminent la nécessité d'utiliser des poisons à neutrons pour diminuer l’excès de réactivité d'un cœur venant d’être rechargé en combustible neuf[2].

#### Sécurité
- Deux systèmes indépendants permettent de stopper la fission. Des barres absorbantes en cadmium sont maintenues au-dessus de la calandre par des électroaimants et tombent dans le cœur pour stopper la réaction. Un système injecte du nitrate de gadolinium sous pression, un poison à neutrons, dans l'eau de la calandre.
- Les barres de contrôle étant insérées dans la calandre et non dans les tubes de force sous haute pression elles ne peuvent pas être éjectées par la vapeur comme elles pourraient l'être de la cuve d'un REP.
- Le modérateur de la calandre dissipe 4,5 % de la chaleur (induite principalement par rayonnement gamma) en fonctionnement normal. Ce ratio est semblable à la puissance résiduelle du réacteur après l'arrêt. La calandre peut ainsi agir comme un dissipateur thermique en cas d'accident (perte du caloporteur).
- Les tubes de force ne peuvent maintenir le cœur du réacteur critique que si leur géométrie est maintenue. Si la température du combustible augmente au point de les rendre mécaniquement instables leur orientation horizontale implique qu'ils se courberaient sous l'effet de la gravité, changeant l'arrangement des assemblages. L'uranium naturel ayant peu de réactivité en excès, toute déformation significative de l'arrangement du cœur du réacteur ou des assemblages eux-mêmes réduit l'efficacité de la réaction en chaîne. Dans l'éventualité où un tube de force serait déformé par la chaleur au point de toucher le canal l'entourant, la capacité thermique de la calandre permettrait à cette chaleur d'être efficacement dissipée par le volume de modérateur.
- La calandre étant entourée d'un réservoir d'eau, elle fait office de récupérateur de corium en cas de fusion de cœur[3].
- En cas de fusion du cœur, le combustible n'étant pas critique dans l'eau légère, il peut être refroidi avec de l'eau ordinaire provenant de sources proches sans risque d'augmenter sa réactivité.
- Pour la même raison, le stockage et la manutention du combustible usé sont simplifiés car il n'y a pas de risque d'accident de criticité en piscine.

#### Économie

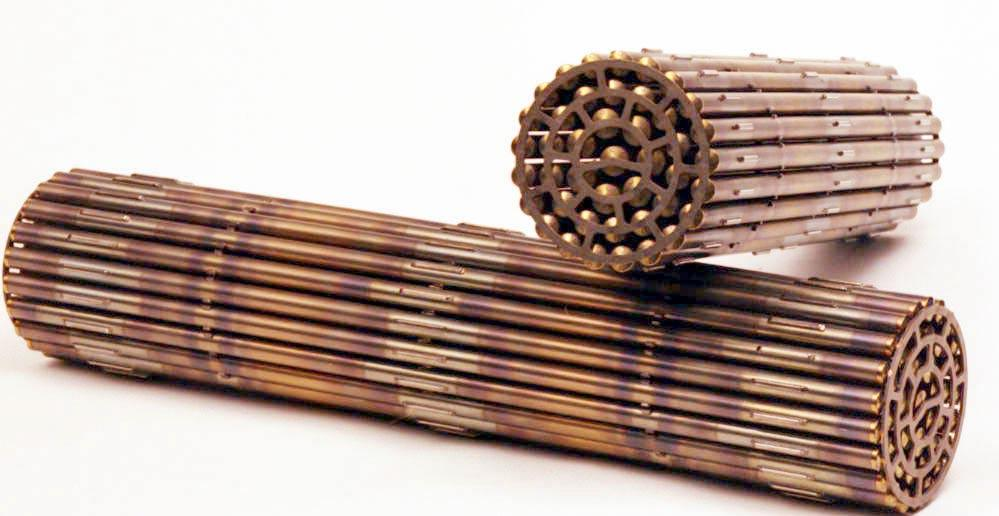
Grappes de combustible.

- Le combustible n'ayant pas besoin d'être enrichi, les réacteurs CANDU consomment au total 30 % moins d'uranium naturel que leurs homologues à eau légère.
- L’accessibilité, via leurs calandres, du flux de neutrons des réacteurs CANDU permet la production d'isotopes à usages médicaux ou techniques. En plus de l'électricité, ils produisent ainsi la quasi-totalité du cobalt-60 utilisé dans le monde[4].
- Parce qu'ils utilisent des tubes de force, les réacteurs CANDU peuvent être rechargés en fonctionnement. Deux robots se connectent à chaque extrémité d'un tube de force et tandis qu'un y introduit des grappes de combustible neuf, l'autre récupère les grappes usagées. Pour cette raison, les réacteurs CANDU offraient les facteurs de charge les plus importants de tous les réacteurs occidentaux de deuxième génération. Depuis les années 2000, des progrès dans la gestion des rechargements ont réduit l'écart au point que les REP les dépassent aujourd'hui[5].

### Inconvénients

#### Sécurité
- Les réacteurs CANDU ont un coefficient de vide positif entraînant un coefficient de puissance positif. Cela implique que l'augmentation de la température du fluide caloporteur accroît la réactivité du combustible qui en retour augmente la température du caloporteur et ainsi de suite. Prévenir ce phénomène, impliqué dans la catastrophe nucléaire de Tchernobyl, est l'une des raisons d'être de la calandre car une production importante de vapeur dans les tubes de force n'aurait qu'une incidence limitée sur la modération. Si l'eau dans la calandre se mettait à bouillir cela aurait cependant un effet significatif mais son volume important et sa basse température assurent que cela n'arrive que lentement.

#### Déchets
- Les réacteurs CANDU produisent plus de déchets pour une même quantité d’énergie produite que les réacteurs à eau légère (140 t/GWe/an contre 20 t/GWe/an  pour un REP)[6] car leur combustible est moins riche en 235U (0,7 % contre 3 à 5 %).
- Les réacteurs CANDU sont ceux qui produisent, dans le cadre de leur fonctionnement normal le plus de tritium[7] car l'eau lourde peut se transformer en tritium par capture neutronique. Isotope radioactif de l'hydrogène difficile à confiner et à la durée de vie relativement courte (demi-vie de 12,3 ans), ce tritium est susceptible de contaminer l'air et l'eau, puis de se diffuser dans les écosystèmes. Ses effets sur l'environnement ou la santé humaine sont discutés depuis plusieurs décennies. Les risques sanitaires étaient initialement jugés très faibles. Selon Greenpeace (en 2007), organisation antinucléaire notoire, ils pourraient être réévalués à la hausse à la suite de plusieurs rapports produits dans les années 2000[8]. D'un autre coté le tritium pourrait être utilisé pour la fusion nucléaire.

#### Prolifération nucléaire
- Les réacteurs CANDU, comme les autres réacteurs, produisent du plutonium. Du fait de leur capacité de rechargement en marche, facilitant la production de plutonium militaire, ils sont parfois montrés du doigt comme les plus susceptibles de participer au risque de prolifération nucléaire. Cela parait au contraire erroné dans la mesure où il faut au contraire développer une filière d'enrichissement pour disposer d'une arme nucléaire[9].  Ainsi un pays possédant seulement des réacteurs CANDU, mais pas d'usines de retraitement, ne pourrait pas se doter si simplement de l'arme nucléaire, d'autant que la concentration en plutonium du combustible usé est plus faible que pour des réacteurs à eau légère[10].
- Le tritium produit par les CANDU peut être utilisé pour booster une bombe A ou réaliser une bombe H. Il peut cependant aussi être utile pour réaliser la fusion dans des réacteurs tel qu'ITER.

#### Économie
- La fabrication d'eau lourde étant coûteuse, son emploi nécessite un investissement initial important. 11 % du coût de construction de la centrale Darlington par exemple.
- Bien qu'un réacteur utilisant une calandre soit moins onéreux à construire, ses dimensions et son orientation horizontale accroissent son volume total et donc le coût de construction de l'enceinte de confinement qui doit être plus vaste que pour un REP.

## Histoire
Le développement du CANDU a connu quatre étapes majeures. Les premiers réacteurs étaient des systèmes expérimentaux et de puissance limitée. Ils furent remplacés par une seconde génération de réacteurs de 600 MWe, puis une série de 800-900 MWe. Une troisième génération a été développée mais n'est pas à ce jour déployée.

### Le choix d'un modérateur à eau lourde

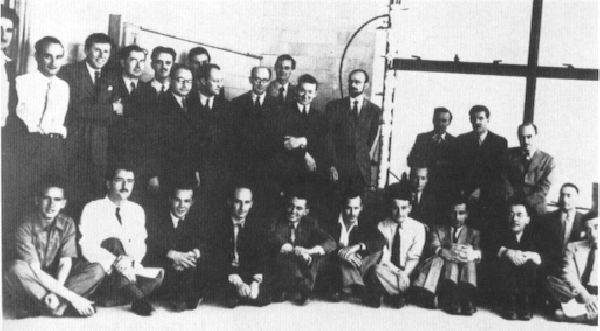
Les scientifiques du laboratoire de Montréal, 1944.

Après l'invasion de la France au début de la Seconde Guerre mondiale, une équipe de scientifiques français étudiant comment un mélange d'uranium et d'eau lourde pouvait maintenir une réaction en chaîne fuit au Royaume-Uni avec son stock d'eau lourde. Quand Londres comprit qu'un réacteur à eau lourde pourrait fabriquer du plutonium pour le projet de bombe atomique britannique Tube Alloys, il établit le laboratoire de Montréal pour relocaliser les scientifiques étrangers au plus près des matières premières nécessaires à l'entreprise et des chercheurs Américains. Le Canada était en effet producteur d'eau lourde et d'uranium, bien que ces ressources soient alors sous contrôle américain. En 1943, Tube Alloys est fusionné au projet Manhattan et les Américains investissent dans le réacteur à eau lourde canadien.

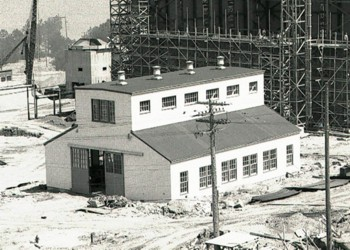
Le bâtiment du réacteur ZEEP à Chalk River, 1945.

Un laboratoire destiné à la recherche nucléaire est établi à Chalk River en 1944. Là, le 5 septembre 1945 le premier réacteur en dehors des États-Unis entre en service. Le ZEEP, un petit réacteur construit pour tester la véracité des calculs des chercheurs canadiens, est bientôt rejoint par d'autres réacteurs expérimentaux plus puissants tel le NRX en 1947 et le NRU en 1957.
Fort de cette expérience, quand vint le temps de dessiner un réacteur commercial canadien, l'emploi de l'eau lourde apparut évident. D'autant que le pays ne disposant pas d'usine d'enrichissement d'uranium et la technologie américaine étant alors gardée secrète, la perspective d'utiliser directement l'uranium naturel était la plus économique.

### Génération I
Dans les années 1950 le développement de réacteurs nucléaires de puissance amène plusieurs pays à tester différentes conceptions.
En 1955, le projet de construction d'un réacteur prototype modéré et refroidi à l'eau lourde est lancé conjointement par Ontario Hydro (OH), Canadian General Electric (CGE) et Énergie Atomique du Canada Ltd (EACL). La conception initiale emploie une cuve sous pression, mais le Canada ne disposant pas de forges capables de réaliser une telle pièce, les concepteurs du CANDU s'orientent vers l'utilisation de tubes de force : une technologie bien maîtrisée puisqu'elle remonte aux premiers réacteurs militaires, avec pour avantage de permettre un rechargement en marche du réacteur.
Ces travaux amènent en 1962 au premier réacteur de type CANDU, le Nuclear Power Demonstration (NPD), construit à Rolphton (Ontario), non loin de Chalk River. Destiné à n'être qu'une preuve de concept, il ne produisait que 22 MW d'électricité mais il est resté en fonction jusqu'en 1987. Le second CANDU fut le réacteur de Douglas Point, une version de 200 MWe construite près de Kincardine (Ontario) face au Lac Huron. En service en 1968, il fut arrêté dès 1984 car ses performances étaient décevantes.
Un autre réacteur expérimental, Gentilly-1, fut construit au Québec à Bécancour sur le fleuve Saint-Laurent. Connecté au réseau en avril 1971, il ne produisit de l'électricité que quelques mois avant d'être le premier éteint en 1977.

### Génération II

#### Classe600MWe
NPD et Douglas Point ayant prouvé la viabilité du concept, la première centrale de plusieurs unités entra en service en 1971 à Pickering en Ontario. Contrairement aux réacteurs précédents, construits loin des populations, le site de Pickering fut choisis délibérément proche de Toronto pour réduire les coûts de transport de l'électricité et parce qu'une structure de confinement unique y a été ajoutée.

#### CANDU 6

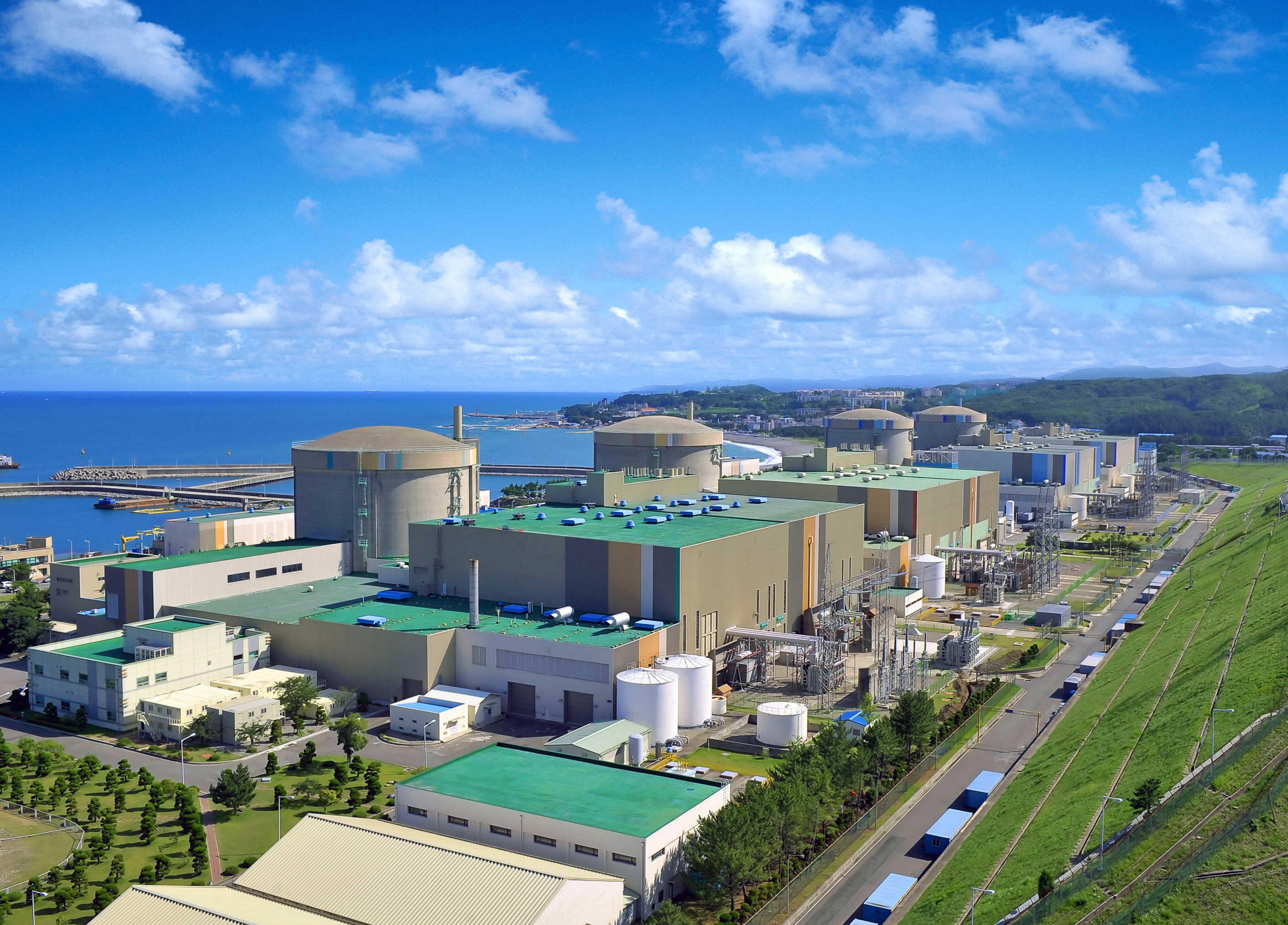
Centrale nucléaire de Wolsong en Corée du Sud.

Le Canada entra sur le marché international en 1972 avec la construction en Inde par EACL d'un réacteur de 200 MWe du type de Douglas Point (Rajasthan 1). Après la construction de la deuxième unité (Rajasthan 2), l'Inde continua seule son programme nucléaire.
De son côté CGE fournit la même année au Pakistan un réacteur de 137 MWe basé sur le NPD. CGE abandonna ensuite la construction de réacteurs et EACL hérita de son concept de réacteur unitaire basé sur ceux de Pickering. Ce nouveau réacteur, à la puissance accrue de 100 MWe par rapport à Pickering, le CANDU 6, sera exporté en dehors de l'Ontario à Gentilly (1983) au Québec et Point Lepreau (1983) au Nouveau Brunswick et en dehors du Canada, en Corée du Sud (1983), en Argentine (1984), en Roumanie (1996) et en Chine (2002). Face au succès du CANDU 6, EACL développera le petit CANDU 3 (450 MWe) et le grand CANDU 9 (900 MWe) mais ces deux designs seront ensuite abandonnés par manque de clients.[réf. nécessaire]

#### Classe900MWe

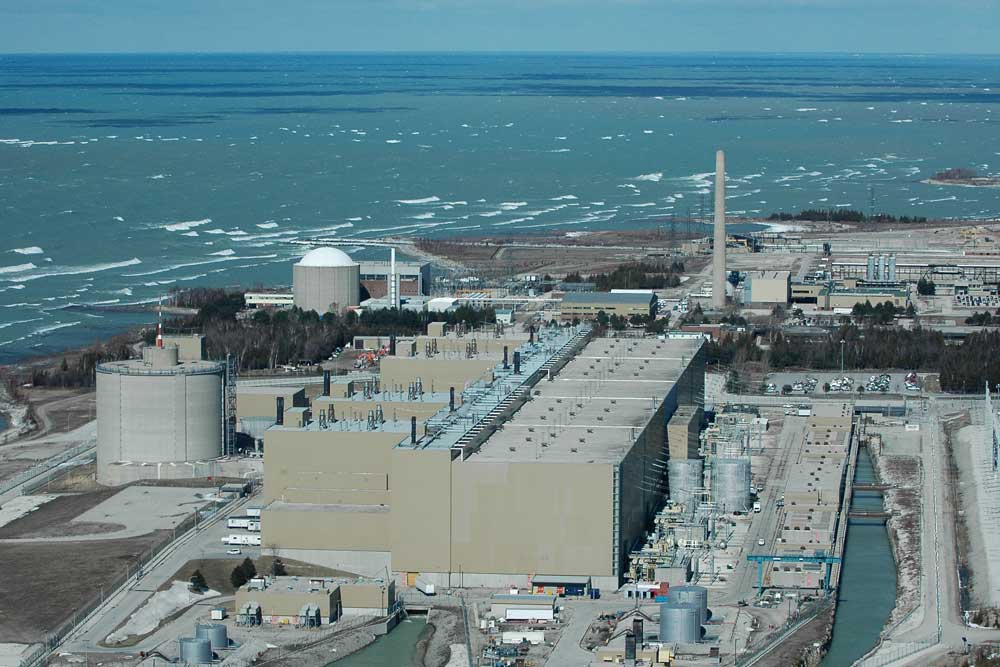
Site des centrales nucléaires de Bruce et de Douglas Point, à Tiverton en Ontario. Neuf réacteurs CANDU y ont été aménagés entre 1968 et 1987.

Pickering A fut rapidement suivie par la centrale de Bruce, construite entre 1971 et 1987. Avec huit réacteurs d'environ 800 MWe chacun elle est la plus puissante installation nucléaire au monde avant d'être détrônée en 1997 par la centrale japonaise de Kashiwazari-Kariwa. Un autre agrandissement d’échelle engendra la centrale de Darlington en 1990, similaire à Bruce mais générant 880 MWe par réacteurs. Comme dans le cas de Pickering, le design de Bruce donna naissance à une version repackagé, le CANDU 9[pas clair][réf. nécessaire].

### Génération III

#### ACR-700/1000
Énergie atomique du Canada Limited développa d'abord un design de 700 MWe basé sur les CANDU 6 et CANDU 9 nommé Advanced CANDU Reactor (ACR). L'annonce de la renaissance du nucléaire dans les années 2000 réamorça la tendance à l'augmentation de la puissance et le ACR-700 devint le ACR-1000 de 1 200 MWe.
Le ACR-1000 abandonnait l'uranium naturel comme combustible pour se tourner vers l'uranium légèrement enrichi (1-2 % 235U). Ce choix permettrait un coefficient de vide négatif et l'utilisation d'eau légère comme caloporteur, réduisant les coûts. Dans le même but le volume de la calandre serait réduit, la production de tritium en est d'autant diminuée. Toujours dans l'optique de réduire les coûts, ce léger enrichissement augmenterait le taux de combustion, réduisant la fréquence des rechargements et donc la quantité de déchets produits. Ces caractéristiques servirent de base à un design, abandonné depuis, se voulant plus novateur encore en employant l'eau supercritique comme caloporteur : le CANDU-X.
Considéré en Alberta, au Nouveau-Brunswick, au Royaume-Uni et en Ontario, aucun ACR-1000 n'a été construit et son développement fut arrêté après la vente de la division réacteur d'EACL à Candu Energy (filiale de SNC-Lavalin) en 2011.

#### Enhanced CANDU 6
Basé sur les innovations introduites avec le CANDU 9 et sur l'expérience acquise avec la construction des derniers CANDU 6 (Qinshan), le CANDU 6 amélioré (EC6) augmente la sécurité et pousse la durée de vie des réacteurs à 60 ans et leurs facteur de charge à plus de 90 %. Aucun n'a été construit à ce jour mais Candu Energy poursuit le développement du réacteur.

#### Advanced Fuel CANDU Reactor (AFCR)
Plutôt de que d'entrer en compétition avec les réacteurs à eau légère (REL) pressurisée ou bouillante, le réacteur CANDU à cycles de combustible avancé (AFCR) se positionne comme un complément de ces filières. L'AFCR est un EC6 optimisé pour l'utilisation du combustible recyclé des REL (0,95 % 235U). En 2016 la Compagnie nucléaire nationale chinoise et Shanghai Electric signent des accords avec Candu Energy pour développer et construire ce nouveau réacteur.

### Génération IV
EACL étudie un réacteur de quatrième génération, héritier du programme CANDU : le SCWR Canadien. Ce nouveau design conceptuel utilise toujours des tubes de force et l'eau lourde comme modérateur mais, comme le CANDU-X, l'eau légère supercritique comme caloporteur. Pressurisée à 25 MPa, contre 10,5 MPa dans un CANDU-6, l'eau légère est amenée à 625 °C au contact du combustible ce qui augmenterait l’efficacité thermodynamique à plus de 40 %, contre 30 % aujourd'hui. Le combustible envisagé est un composé d'oxydes de thorium, de plutonium et de gadolinium. Le Gadolinium est un poison absorbant (FIBA : Fuel-Integrated Burnable Absorber).

## Réacteurs CANDU dans le monde
Le Groupe de propriétaires de CANDU regroupe les pays actuellement exploitant de réacteur CANDU. Depuis le 1er janvier 2025, 24 réacteurs CANDU (tous modèles confondus) sont opérationnels dans le monde, principalement au Canada. 
L'Inde exploite un parc de réacteurs nucléaires principalement constitué de réacteurs à eau lourde pressurisée (PHWR) dérivé des réacteurs CANDU canadiens. Au 1er janvier 2025, dix-huit sont en exploitations, deux voient leur activité suspendue et deux autres sont en construction. 
Beaucoup de ces transactions eurent lieu à l'époque avec des régimes dictatoriaux ou des pays à la démocratie chancelante. La construction de la centrale argentine d'Embalse par exemple, commence lors du troisième terme du général Juan Perón en 1974, se poursuit tout au long de la dictature militaire argentine, et se termine en 1984 année de l'élection démocratique de Raúl Alfonsín. De plus, on soupçonne l'Inde et le Pakistan de s'être dotés du combustible nécessaire à l'arme atomique grâce aux réacteurs CANDU[non neutre].

### Définitions
Les caractéristiques des réacteurs sont données dans les tableaux ci-après ; les données sont principalement issues de la base de données PRIS (Power Reactor Information System) de l’Agence international de l'énergie atomique (AIEA) qui définit ainsi les termes :
- la puissance nette correspond à la puissance électrique délivrée sur le réseau et sert d'indicateur en termes de puissance installée ;
- la puissance brute correspond à la puissance délivrée par l'alternateur (soit la puissance nette augmentée de la consommation interne de la centrale) ;
- la puissance thermique correspond, à la puissance délivrée par la chaudière nucléaire.

Le début de construction correspond à la date de coulage des fondations du bâtiment réacteur. Une tranche (nom utilisé pour un réacteur complet) est considérée comme opérationnelle après son premier couplage au réseau électrique. La mise en service commerciale est le transfert contractuel de l’installation du constructeur vers le propriétaire ; intervenant en principe après réalisation des tests réglementaires et contractuels, et après fonctionnement continu à 100 % pendant une durée définie au contrat de construction.
| Pays         | Centrale      | Unité | Modèle     | Statut          | Puissance   | Puissance   | Puissance        | Début de construction | Première divergence | Raccordement au réseau | Mise en service commercial | Arrêt définitif  |
| Pays         | Centrale      | Unité | Modèle     | Statut          | Nette [MWe] | Brute [MWe] | Thermique [MWth] | Début de construction | Première divergence | Raccordement au réseau | Mise en service commercial | Arrêt définitif  |
| ------------ | ------------- | ----- | ---------- | --------------- | ----------- | ----------- | ---------------- | --------------------- | ------------------- | ---------------------- | -------------------------- | ---------------- |
| Argentine    | Embalse       | 1     | CANDU 6    | Opérationnel    | 608         | 656         | 2 064            | 31 mars 1974          | 12 mars 1983        | 24 avril 1983          | 19 janvier 1984            |                  |
| Canada       | Bruce         | A1    | CANDU 791  | Opérationnel    | 811         | 868         | 2 620            | 1er juin 1971         | 17 décembre 1976    | 14 janvier 1977        | 1er septembre 1977         |                  |
| Canada       | Bruce         | A2    | CANDU 791  | Opérationnel    | 777         | 836         | 2 620            | 1er décembre 1970     | 27 juillet 1976     | 4 septembre 1976       | 1er septembre 1977         |                  |
| Canada       | Bruce         | A3    | CANDU 750A | Opérationnel    | 770         | 865         | 2 550            | 1er juillet 1972      | 28 novembre 1977    | 12 décembre 1977       | 1er février 1978           |                  |
| Canada       | Bruce         | A4    | CANDU 750A | Opérationnel    | 807         | 868         | 2 550            | 1er septembre 1972    | 10 décembre 1978    | 21 décembre 1978       | 18 janvier 1979            |                  |
| Canada       | Bruce         | B5    | CANDU 750B | Opérationnel    | 817         | 872         | 2 832            | 31 mai 1978           | 14 novembre 1984    | 1er décembre 1984      | 28 février 1985            |                  |
| Canada       | Bruce         | B6    | CANDU 750B | Opérationnel    | 817         | 891         | 2 690            | 1er janvier 1978      | 29 mai 1984         | 26 juin 1984           | 14 septembre 1984          |                  |
| Canada       | Bruce         | B7    | CANDU 750B | Opérationnel    | 817         | 872         | 2 832            | 1er mai 1979          | 7 janvier 1986      | 22 février 1986        | 10 avril 1986              |                  |
| Canada       | Bruce         | B8    | CANDU 750B | Opérationnel    | 817         | 872         | 2 690            | 30 juillet 1979       | 13 février 1987     | 7 mars 1987            | 20 mai 1987                |                  |
| Canada       | Darlington    | 1     | CANDU 850  | Opérationnel    | 878         | 934         | 2 776            | 1er avril 1982        | 29 octobre 1990     | 19 décembre 1990       | 14 novembre 1992           |                  |
| Canada       | Darlington    | 2     | CANDU 850  | Opérationnel    | 878         | 934         | 2 776            | 1er septembre 1981    | 5 novembre 1989     | 15 janvier 1990        | 9 octobre 1990             |                  |
| Canada       | Darlington    | 3     | CANDU 850  | Opérationnel    | 878         | 934         | 2 776            | 1er septembre 1984    | 9 novembre 1992     | 7 décembre 1992        | 14 février 1993            |                  |
| Canada       | Darlington    | 4     | CANDU 850  | Opérationnel    | 878         | 934         | 2 776            | 1er juillet 1985      | 13 mars 1993        | 17 avril 1993          | 14 juin 1993               |                  |
| Canada       | Douglas Point | 1     | CANDU 200  | Arrêt définitif | 206         | 218         | 704              | 1er février 1960      | 15 novembre 1966    | 7 janvier 1967         | 26 septembre 1968          | 4 mai 1984       |
| Canada       | Gentilly      | 2     | CANDU 6    | Arrêt définitif | 635         | 675         | 2 156            | 1er avril 1974        | 11 septembre 1982   | 4 décembre 1982        | 1er octobre 1983           | 28 décembre 2012 |
| Canada       | Pickering     | A1    | CANDU 500A | Arrêt définitif | 515         | 542         | 1 744            | 1er juin 1966         | 25 février 1971     | 4 avril 1971           | 29 juillet 1971            | 1er octobre 2024 |
| Canada       | Pickering     | A2    | CANDU 500A | Arrêt définitif | 515         | 542         | 1 744            | 1er septembre 1966    | 15 septembre 1971   | 6 octobre 1971         | 30 décembre 1971           | 28 mai 2007      |
| Canada       | Pickering     | A3    | CANDU 500A | Arrêt définitif | 515         | 542         | 1 744            | 1er décembre 1967     | 24 avril 1972       | 3 mai 1972             | 1er juin 1972              | 31 octobre 2008  |
| Canada       | Pickering     | A4    | CANDU 500A | Arrêt définitif | 515         | 542         | 1 744            | 1er mai 1968          | 16 mai 1973         | 21 mai 1973            | 19 juin 1973               | 31 décembre 2024 |
| Canada       | Pickering     | B5    | CANDU 500B | Opérationnel    | 516         | 540         | 1 744            | 1er novembre 1974     | 23 octobre 1982     | 19 décembre 1982       | 10 mai 1983                |                  |
| Canada       | Pickering     | B6    | CANDU 500B | Opérationnel    | 516         | 540         | 1 744            | 1er octobre 1975      | 15 octobre 1983     | 8 novembre 1983        | 1er février 1984           |                  |
| Canada       | Pickering     | B7    | CANDU 500B | Opérationnel    | 516         | 540         | 1 744            | 1er mars 1976         | 22 octobre 1984     | 17 novembre 1984       | 1er janvier 1985           |                  |
| Canada       | Pickering     | B8    | CANDU 500B | Opérationnel    | 516         | 540         | 1 744            | 1er septembre 1976    | 17 décembre 1985    | 21 janvier 1986        | 28 février 1986            |                  |
| Canada       | Point Lepreau | 1     | CANDU 6    | Opérationnel    | 660         | 705         | 2 180            | 1er mai 1975          | 25 juillet 1982     | 11 septembre 1982      | 1er février 1983           |                  |
| Canada       | Rolphton      | 1     | CANDU      | Arrêt définitif | 22          | 25          | 92               | 1er janvier 1958      | 11 avril 1962       | 4 juin 1962            | 1er octobre 1962           | 1er août 1987    |
| Chine        | Qinshan       | 3-1   | CANDU 6    | Opérationnel    | 677         | 728         | 2 064            | 8 juin 1998           | 21 septembre 2002   | 19 novembre 2002       | 31 décembre 2002           |                  |
| Chine        | Qinshan       | 3-2   | CANDU 6    | Opérationnel    | 677         | 728         | 2 064            | 25 septembre 1998     | 18 janvier 2003     | 12 juin 2003           | 24 juillet 2003            |                  |
| Corée du Sud | Wolsong       | 1     | CANDU 6    | Arrêt définitif | 661         | 683         | 2 061            | 30 octobre 1977       | 21 novembre 1982    | 31 décembre 1982       | 22 avril 1983              | 24 décembre 2019 |
| Corée du Sud | Wolsong       | 2     | CANDU 6    | Opérationnel    | 571         | 599         | 2 061            | 25 septembre 1992     | 29 janvier 1997     | 1er avril 1997         | 1er juillet 1997           |                  |
| Corée du Sud | Wolsong       | 3     | CANDU 6    | Opérationnel    | 601         | 624         | 2 061            | 17 mars 1994          | 17 février 1998     | 25 mars 1998           | 1er juillet 1998           |                  |
| Corée du Sud | Wolsong       | 4     | CANDU 6    | Opérationnel    | 567         | 589         | 2 061            | 22 juillet 1994       | 10 avril 1999       | 21 mai 1999            | 1er octobre 1999           |                  |
| Pakistan     | Kanupp        | 1     | CANDU 137  | Arrêt définitif | 90          | 100         | 337              | 1er août 1966         | 1er août 1971       | 18 octobre 1971        | 7 décembre 1972            | 1er août 2021    |
| Roumanie     | Cernavodă     | 1     | CANDU 6    | Opérationnel    | 650         | 706         | 2 180            | 31 mars 1983          | 16 avril 1996       | 11 juillet 1996        | 2 décembre 1996            |                  |
| Roumanie     | Cernavodă     | 2     | CANDU 6    | Opérationnel    | 650         | 706         | 2 180            | 1er juillet 1983      | 6 mai 2007          | 7 août 2007            | 1er novembre 2007          |                  |
| Roumanie     | Cernavodă     | 3     | CANDU 6    | Non terminé     | 650         | 706         | 2 180            | entre 1983 et 1987    |                     |                        |                            |                  |
| Roumanie     | Cernavodă     | 4     | CANDU 6    | Non terminé     | 650         | 706         | 2 180            | entre 1983 et 1987    |                     |                        |                            |                  |